# Tekapo River
Der Tekapo River ist ein heute nur noch zeitweise wasserführender Fluss im Mackenzie-Becken in der Region Canterbury auf der Südinsel Neuseelands.
Das Flussbett verläuft vom Südende des Lake Tekapo für etwa  50 km nach Südwesten, um sich dann kurz vor dem Nordende des Lake Benmore mit dem Pukaki River zu vereinigen. Am Abfluss aus dem Lake Tekapo befindet sich die einzige Ortschaft am Flusslauf, Lake Tekapo.
Heute wird das Wasser des Flusses nach wenigen Kilometern abgeleitet und über einen Kanal in den Lake Pukaki umgeleitet, der Teil des Wasserkraftprojektes am Waitaki River ist.  Die Seen werden als Wasserspeicher für die Wasserkraftwerke genutzt, nur bei besonders starker Schneeschmelze oder Wartung des Kanales oder der Wasserkraftwerke gelangt Wasser in das ehemalige Flussbett.